# Saint-Julien-Labrousse
Saint-Julien-Labrousse è un ex comune francese di 355 abitanti situato nel dipartimento dell'Ardèche della regione dell'Alvernia-Rodano-Alpi. Il 1º gennaio 2019 il comune è stato accorpato con quello di Nonières per formare il comune di Belsentes..

## Società

### Evoluzione demografica
Abitanti censiti